# Veliko Krčevo
Veliko Krčevo – wieś w Chorwacji, w żupanii sisacko-moslawińskiej, w gminie Majur. W 2011 roku liczyła 79 mieszkańców.